# Haemaphysalis elliptica
Haemaphysalis elliptica este o specie de căpușe din genul Haemaphysalis, familia Ixodidae, descrisă de Koch în anul 1844. Conform Catalogue of Life specia Haemaphysalis elliptica nu are subspecii cunoscute.